# Fermo Dante Marchetti
Fermo Dante Marchetti, född den 28 augusti 1876 i Massa Carrara, Toscana, död den 11 juni 1940 i Paris, var en italiensk-fransk kompositör.

## Filmmusik
- 1934 - Upperworld
- 1933 - The House on 56th Street